# Площадь Колумба (Зеленоград)
Пло́щадь Колу́мба (ранее также Пло́щадь и́мени Колу́мба) — площадь в Зеленоградском административном округе Москвы, в честь 500-летия открытия Америки Христофором Колумбом.

## История
Построена в рамках строительства зеленоградского Дома пионеров (по проекту группы архитекторов под руководством И. А. Покровского), ныне Зеленоградский дворец творчества детей и молодёжи. Открыта 9 сентября 1989 года.
Изначально безымянная площадь получила название Площадь Колумба 12 октября 1992 года во время всемирного празднования 500-летия открытия Америки Христофором Колумбом. На церемонии открытия мемориальной таблички присутствовали послы Испании, ряда государств Латинской Америки и Карибского бассейна, делегации посольств США, Италии и Португалии.
Площадь имени Колумба наименована 12 октября 1992 года в день 500-летия открытия Америки — «Встречи двух миров»